# The Five Americans

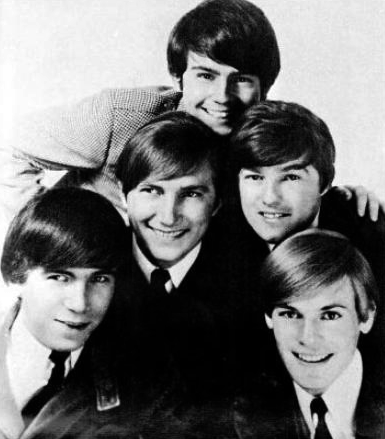
The Five Americans.

The Five Americans var en amerikansk musikgrupp bildad 1965 i Dallas, Texas. Några av medlemmarna hade tidigare spelat i gruppen The Mutineers som bildades i Durant, Oklahoma i början av 1960-talet.
Gruppen hade totalt sex stycken popsinglar på Billboard Hot 100-listan mellan 1966 och 1968. De fick sin första hit med "I See the Light" 1966, och året därpå släpptes deras största hit, "Western Union" som nådde femteplatsen på Billboard-listan. Även singlarna "Zip Code" och "Sound of Love" nådde respektabel placering på amerikanska singellistan. The Five Americans bröt upp 1969.

## Medlemmar
- Michael Rabon (sång, gitarr), avled 78 år gammal, 11 februari 2022.[1]
- Norman Ezell (gitarr)
- John Durrill (klaviatur, sång)
- Jim Grant (elbas), avled 61 år gammal, 29 november 2004.[2]
- Jim Wright (trummor), avled 64 år gammal, 30 januari 2012.[3]